# Marquesado de Iznate
El marquesado de Iznate es un título nobiliario español creado por el rey Alfonso XII el 19 de junio de 1884 en favor de Antonio Campos y Garín, senador del reino.

## Marqueses de Iznate
|                          | Titular                                            | Periodo                  |
| Creación por Alfonso XII | Creación por Alfonso XII                           | Creación por Alfonso XII |
| ------------------------ | -------------------------------------------------- | ------------------------ |
| I                        | Antonio Campos y Garín                             | 1884-1896                |
| II                       | Antonio Campos y Torreblanca                       | 1905-1926                |
| III                      | Marco Antonio Campos y Santana                     | 1927-1994                |
| IV                       | Antonio Fernando de Campos y Gutiérrez de Calderón | 1994-hoy                 |

## Historia de los marqueses de Iznate
- Antonio Campos y Garín (1842-1896), I marqués de Iznate, abogado, senador del Reino, gran cruz de Isabel la Católica, comendador de la Orden de Carlos III.[1]

Casó con María Gracia Torreblanca Díaz. En 1905 le sucedió su hijo:
- Antonio Campos y Torreblanca (1870-1926), II marqués de Iznate.

Casó con María Luisa Santana Llamozas. El 6 de septiembre de 1927 le sucedió su hijo:
- Marco Antonio Campos y Santana, III marqués de Iznate.

Casó con María Corma Crassus Moreno. El 30 de mayo de 1994, tras orden del 28 de abril del mismo año para que se expida la correspondiente carta de sucesión (BOE del 13 de mayo), le sucedió, por cesión, su nieto:
- Antonio Fernando de Campos y Gutiérrez de Calderón, IV marqués de Iznate.